# 積水ハウス不動産
積水ハウス不動産株式会社（せきすいハウスふどうさん）は、大阪府大阪市北区に本社を置く日本の不動産会社。積水ハウスのグループ会社である。
2020年2月1日に、積和不動産関西株式会社（せきわふどうさんかんさい）から積水ハウス不動産関西株式会社社名を変更した。
2025年2月1日に賃貸事業を積水ハウスシャーメゾンPM関西株式会社に分割したうえで、積水ハウス不動産東京、積水ハウス不動産東北、積水ハウス不動産中部、積水ハウス不動産中国四国、積水ハウス不動産九州の仲介・不動産事業を当社に集約し、現商号に変更した。

## 会社概要
- 本社所在地：大阪府大阪市北区北区大淀中一丁目1番30号 梅田スカイビルタワーウエスト25階
- 設立：1977年2月1日
- 資本金：58億2960万円
- 最高顧問：松吉三郎
- 代表取締役社長：北田康

## 沿革
- 1977年（昭和52年）2月 - 積和不動産株式会社設立。
- 1982年（昭和57年）3月 - 関西積和不動産株式会社に商号変更。
- 1989年（平成元年）10月 - 大阪証券取引所第2部（特別指定銘柄）上場。
- 1991年（平成3年）7月 - 特別指定銘柄の指定解除。
- 1997年（平成9年）7月 - 大証1部に指定替え。
- 2000年（平成12年）8月 - 積和不動産関西株式会社に商号変更。
- 2005年（平成17年）1月 - 積水ハウスとの株式交換により上場廃止。
- 2020年（令和2年）2月1日 - 積水ハウス不動産関西株式会社に社名変更｡
- 2025年（令和7年）2月1日 - 現商号に変更。

## 営業エリア
積水ハウス不動産関西の営業エリアは以下の地域。
- 近畿地方：大阪府、京都府、兵庫県、滋賀県、奈良県、和歌山県